# Kanadensare
Kanadensare är även beteckningen på invånare i Kanada.

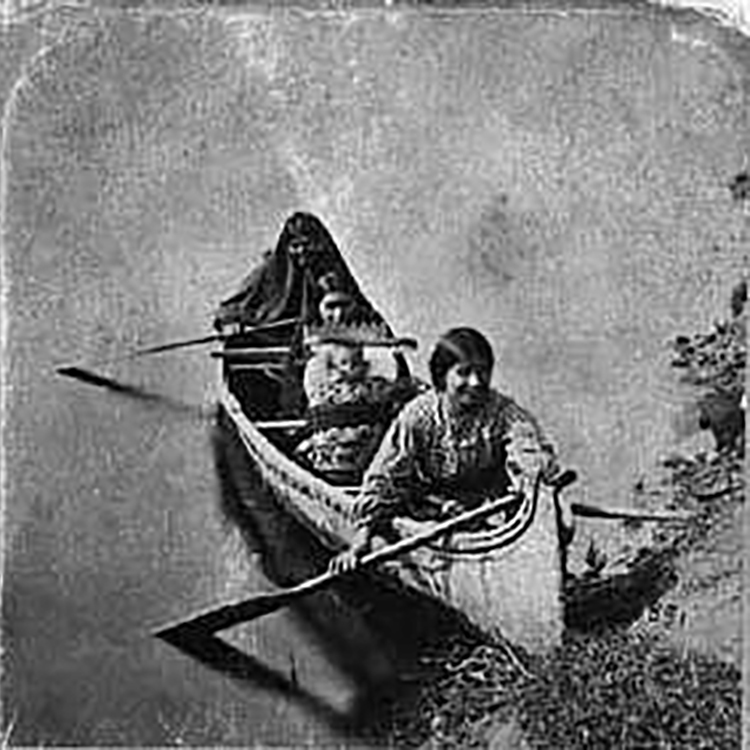
Kanadensare utvecklades av Nordamerikas ursprungsbefolkning, däribland Ojibwa.

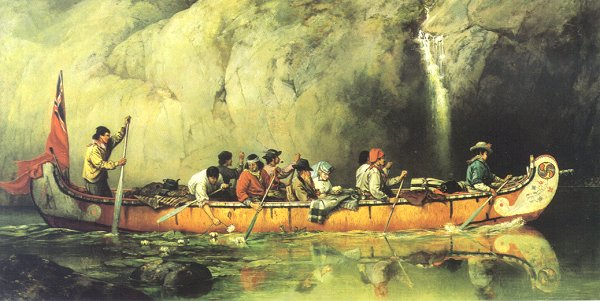
Canot de Maître från Hudson's Bay Company använd som expresskanot (se passagerarna i mitten) 1869. I aktern står gouvernailen (kanotstyrmannen), i fören sitter avanten (förpaddeln), i mitten milieux (mittpaddlarna).

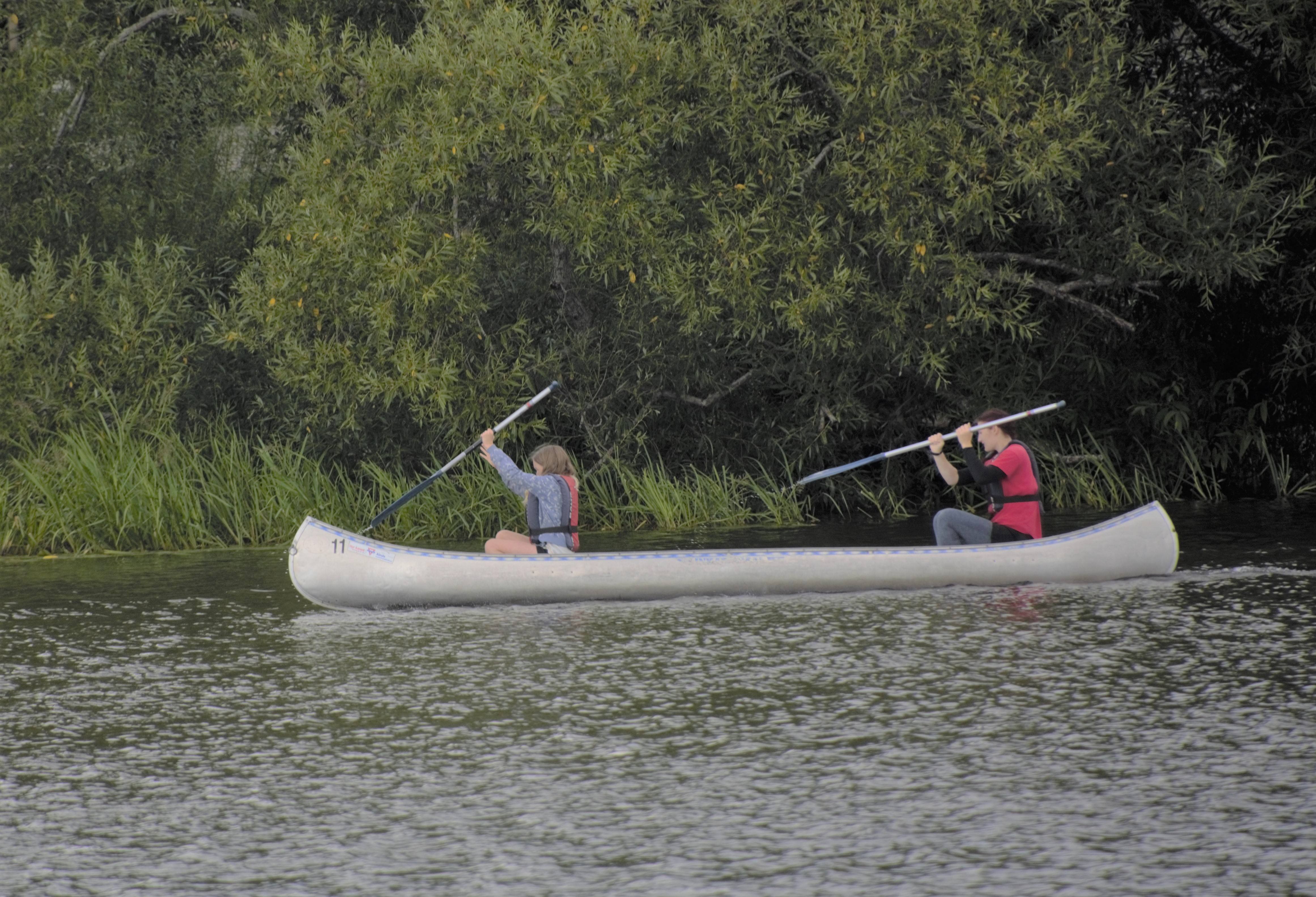
Kanadensare

Kanadensare är en typ av kanot som utvecklats av  Nordamerikas ursprungsbefolkning omkring tusen år före vår tidsräkning. De byggdes traditionellt av björknäver på ett ramverk av tunna trälister och spant och nådde sin högsta utveckling i de trädrika områdena i Sydvästra Kanada. Kanadensaren är öppen, till skillnad från den täckta kajaken, och används främst i inlandsfarvatten. Kanadensaren framförs med enbladig paddel och paddlaren/paddlarna sitter ute i ändskeppen där skrovet är smalt nog att medge en bekväm paddelföring.
En typisk nutida turistkanadensare är drygt 5 meter lång, cirka 90 cm bred cirka 30 cm hög reling midskepps och omkring en halvmeter höga stävar - men variationerna är ganska stora.
Liksom i kajak tävlar man i hastighet och forspaddling. Kanadensare för fartdiscipliner är låga, kajaklika men öppna bortsett från ett kort fördäck, och paddlas knästående. De kallas C1, C2 etc efter antalet paddlare.

## Kanadensare under pälshandelseran i Kanada
Canot de Maître eller Montréalkanoten användes på Ottawafloden och de Stora Sjöarna. Den var cirka 11 meter lång och 2 meter bred och vägde cirka 270 kg. Den kunde transportera 2 ½ ton last fördelade i 65 packar, kallade pièces', vilka vägde 90 skålpund (40 kg) per styck. Besättningen utgjordes normalt av 8-10 voyageurer. Över en mårka (bärställe) bars kanoten av fyra män; två i fören och två i aktern. Vid forsränning styrdes Montréalkanoten av avanten (förpaddeln) stående i fören och gouvernailen (kanotstyrmannen) stående i aktern.  
Canot du Nord eller nordkanoten användes väster om Övre sjön. Den var cirka 7,5 meter lång och 1,2 meter bred och vägde cirka 135 kg. Lastförmågan var hälften eller mindre av Montréalkanotens; omkring 25-30 pièces. Besättningen utgjordes vanligen av 5-6 personer. Den bars av två personer.
Canot Bâtard eller bastardkanoten låg i storlek och lastförmåga mellan Montréalkanoten och nordkanoten. Urfolkets kanoter var mindre än pälshandelskanoterna, men de kunde användas på mindre vattendrag. Expresskanoten var inte en särskild kanottyp, utan en kanot som användes för kurirer och passagerare. Den hade extra besättning och ingen last.

## Kanadensare i Sverige
I Sverige introducerades kanadensaren i början av 1930-talet av Harry Macfie. Han hade varit pälsjägare i Kanada och där lärt sig att bygga och använda urfolkets kanoter. När han kom tillbaka till Bohuslän började han bygga och sälja dukklädda kanoter. Mot slutet av 1940-talet kom nya material – bakad faner och lite senare aluminium – som gjorde att kanoterna blev billigare att producera. Mot slutet av 1960-talet började kanadensare massproduceras i glasfiber för att tillfredsställa en snabbt ökande efterfrågan. Många kanoter från de nya tillverkarna var tämligen undermåliga[källa behövs] och 1976 kände sig därför Sjöfartsverket manat att utfärda normer för säkerhet.